# Kevin-Prince Boateng
Kevin-Prince Boateng (Berlijn, 6 maart 1987) is een Duits voetballer van Duitse en Ghanese afkomst die doorgaans als middenvelder speelt. Hij verruilde AC Monza in 2021 voor Hertha BSC. Boateng was van 2010 tot en met 2014 actief in het Ghanees voetbalelftal, waarvoor hij vijftien interlands speelde en twee keer scoorde.

## Clubcarrière

### Hertha BSC
Boateng begon in 1994 met voetballen bij Reinickendorfer Füchse. Op zevenjarige leeftijd werd hij opgenomen in de jeugdopleiding van Hertha BSC, waar hij in 2005 debuteerde in het eerste elftal. Hij kwam bij Hertha BSC tot 53 duels en vijf goals in twee seizoenen. De Duitse club verkocht Boateng in juli 2007 voor circa zes miljoen pond sterling aan Tottenham Hotspur, waar hij slechts 24 wedstrijden speelde. Tottenham verhuurde hem vanaf januari 2009 aan Borussia Dortmund. Ook daar kon hij niet overtuigen, in tien wedstrijden kwam hij niet tot scoren.

### Portsmouth
Boateng verhuisde in augustus 2009 voor circa vijf miljoen pond sterling naar Portsmouth. Met Portsmouth stond hij op 15 mei 2010 in de finale van de strijd om de FA Cup. Daarin verloor de ploeg van trainer-coach Avram Grant met 1–0 van Chelsea door een treffer in de 59ste minuut van Didier Drogba. Uiteindelijk scoorde hij dat seizoen vijf keer in 27 wedstrijden, waarna hij vertrok.

### AC Milan
Boateng verliet Portsmouth na één seizoen en het WK 2010 met Ghana voor Genoa CFC, dat circa vijf miljoen euro voor hem betaalde, maar hem meteen verhuurde aan AC Milan en hem nooit een wedstrijd speeltijd heeft gegeven. Milan nam hem op 24 mei 2011 voor circa twaalf miljoen euro definitief over. Op 23 oktober 2011 stond hij met Milan met 3–0 achter bij US Lecce, waarna hij het veld inkwam als invaller. Boateng maakte in veertien minuten tijd een hattrick. Na een voorzet van Antonio Cassano besliste Mario Yepes met een rake kopbal zeven minuten voor affluiten de wedstrijd in het voordeel van Milan: 3–4. In een wedstrijd van AC Milan tegen Barcelona op 23 november 2011 maakte Boateng de 2–2 door de bal met de hak uit de lucht mee te nemen, om vervolgens uit te halen en raak te schieten. Voor Milan speelde hij drie seizoenen en speelde hij precies honderd wedstrijden (17 doelpunten).

### Schalke 04
Op 30 augustus 2013 werd bevestigd dat Boateng had getekend bij Schalke, dat circa twaalf miljoen euro voor hem betaalde. Hier kreeg hij het rugnummer 9 toegewezen. Hij speelde hier twee seizoenen en kwam tot zestig wedstrijden en zeven goals kwam.

### Las Palmas
In het seizoen 2015/16 keerde Boateng terug bij AC Milan, waar hij in één seizoen slechts tot veertien duels kwam. Hij vertrok daarom het volgende seizoen naar Las Palmas, waar hij een prima seizoen beleefde met tien goals in 29 wedstrijden. In augustus 2017 liet hij zijn contract in Spanje ontbinden.

### Eintracht Frankfurt
Twee dagen na zijn vertrek bij Las Palmas tekende Boateng bij Eintracht Frankfurt. Daar maakte hij als basisspeler deel uit van de basiself die op zaterdag 19 mei 2018 de DFB-Pokal won door in de finale Bayern München met 3-1 te verslaan. Het was de eerste grote prijs voor de club in dertig jaar. Het elftal stond onder leiding van trainer-coach Niko Kovač, voor wie het duel in het Olympiastadion in Berlijn de laatste was op de bank bij Eintracht. Hij vertrok naar Bayern München. Namens Eintracht scoorden Ante Rebić (2) en Mijat Gaćinović.

### Sassuolo
Boateng verruilde Eintracht Frankfurt in juli 2018 transfervrij voor Sassuolo. Na een halfjaar had FC Barcelona interesse in de aanvaller, die bij Sassuolo vijf keer had gescoord in vijftien duels. Sassuolo verhuurde hem daarom in januari 2019 voor een halfjaar aan FC Barcelona. Daar was hij vooral bankzitter. Hij mocht vier keer optreden in het shirt van FC Barcelona, wanneer sterspelers als Lionel Messi en Luis Alberto Suárez een wedstrijd rust namen.

### Fiorentina
Op 31 juli 2019 werd bekend dat Boateng een tweejarig contract bij Fiorentina had getekend. In januari 2020 werd hij voor een half jaar verhuurd aan het Turkse Beşiktaş.

### AC Monza
Op 28 september 2020 tekende Boateng een eenjarig contract bij het naar de Serie B gepromoveerde AC Monza met een optie voor een extra seizoen.

## Clubstatistieken
| Seizoen | Club                | Competitie       | Competitie | Competitie | Competitie | Beker | Beker | Beker | Internationaal | Internationaal | Internationaal | Totaal | Totaal | Totaal |
| Seizoen | Club                | Competitie       | Wed.       | Dlp.       | Ass.       | Wed.  | Dlp.  | Ass.  | Wed.           | Dlp.           | Ass.           | Wed.   | Dlp.   | Ass.   |
| ------- | ------------------- | ---------------- | ---------- | ---------- | ---------- | ----- | ----- | ----- | -------------- | -------------- | -------------- | ------ | ------ | ------ |
| 2005/06 | Hertha BSC          | Bundesliga       | 21         | 2          | 3          | 2     | 0     | 0     | 4              | 0              | 0              | 27     | 2      | 3      |
| 2006/07 | Hertha BSC          | Bundesliga       | 21         | 2          | 5          | 3     | 0     | 1     | 2              | 1              | 0              | 26     | 3      | 6      |
| 2007/08 | Tottenham Hotspur   | Premier League   | 13         | 0          | 0          | 5     | 0     | 0     | 3              | 0              | 0              | 21     | 0      | 0      |
| 2008/09 | Tottenham Hotspur   | Premier League   | 1          | 0          | 0          | 1     | 0     | 0     | —              | —              | —              | 2      | 0      | 0      |
| 2008/09 | → Borussia Dortmund | Bundesliga       | 10         | 0          | 2          | 1     | 0     | 0     | —              | —              | —              | 11     | 0      | 2      |
| 2009/10 | Tottenham Hotspur   | Premier League   | 0          | 0          | 0          | 1     | 0     | 1     | —              | —              | —              | 1      | 0      | 1      |
| 2009/10 | Portsmouth          | Premier League   | 22         | 3          | 2          | 5     | 2     | 1     | —              | —              | —              | 27     | 5      | 3      |
| 2010/11 | Genoa               | Serie A          | 0          | 0          | 0          | 0     | 0     | 0     | —              | —              | —              | 0      | 0      | 0      |
| 2010/11 | → AC Milan          | Serie A          | 26         | 3          | 2          | 1     | 0     | 0     | 7              | 0              | 1              | 34     | 3      | 3      |
| 2011/12 | AC Milan            | Serie A          | 19         | 5          | 6          | 1     | 1     | 0     | 7              | 3              | 0              | 27     | 9      | 6      |
| 2012/13 | AC Milan            | Serie A          | 29         | 2          | 5          | 1     | 0     | 1     | 7              | 1              | 1              | 37     | 3      | 7      |
| 2013/14 | AC Milan            | Serie A          | 0          | 0          | 0          | 0     | 0     | 0     | 2              | 2              | 0              | 2      | 2      | 0      |
| 2013/14 | Schalke 04          | Bundesliga       | 28         | 6          | 4          | 1     | 0     | 0     | 6              | 1              | 0              | 35     | 7      | 4      |
| 2014/15 | Schalke 04          | Bundesliga       | 18         | 0          | 4          | 1     | 0     | 0     | 6              | 0              | 1              | 25     | 0      | 5      |
| 2015/16 | AC Milan            | Serie A          | 11         | 1          | 0          | 3     | 0     | 0     | —              | —              | —              | 14     | 1      | 0      |
| 2016/17 | Las Palmas          | Primera División | 28         | 10         | 5          | 1     | 0     | 0     | —              | —              | —              | 29     | 10     | 5      |
| 2017/18 | Eintracht Frankfurt | Bundesliga       | 31         | 6          | 1          | 5     | 0     | 1     | —              | —              | —              | 36     | 6      | 2      |
| 2018/19 | Sassuolo            | Serie A          | 13         | 4          | 1          | 2     | 1     | 0     | —              | —              | —              | 15     | 5      | 1      |
| 2018/19 | → FC Barcelona      | Primera División | 3          | 0          | 0          | 1     | 0     | 0     | —              | —              | —              | 4      | 0      | 0      |
| 2019/20 | Fiorentina          | Serie A          | 14         | 1          | 0          | 1     | 0     | 0     | —              | —              | —              | 15     | 1      | 0      |
| 2019/20 | → Beşiktaş          | Süper Lig        | 11         | 3          | 1          | 0     | 0     | 0     | —              | —              | —              | 11     | 3      | 1      |
| 2020/21 | AC Monza            | Serie B          | 25         | 5          | 4          | 0     | 0     | 0     | —              | —              | —              | 25     | 5      | 4      |
| 2021/22 | Hertha BSC          | Bundesliga       | 19         | 0          | 0          | 2     | 0     | 0     | —              | —              | —              | 21     | 0      | 0      |
| 2022/23 | Hertha BSC          | Bundesliga       | 16         | 0          | 0          | 1     | 0     | 0     | —              | —              | —              | 17     | 0      | 0      |
| TOTAAL  | TOTAAL              | TOTAAL           | 379        | 53         | 45         | 39    | 4     | 5     | 44             | 8              | 3              | 462    | 65     | 53     |

## Interlandcarrière
Boateng heeft een Ghanese vader en een Duitse moeder. In eerste instantie koos hij ervoor om voor Duitsland uit te komen en speelde hij meerdere malen voor nationale jeugdelftallen. In juni 2009 koos hij ervoor om toch international van Ghana te worden. Boateng debuteerde in 2010 voor het Ghanees voetbalelftal, waarvan hij vervolgens deel uit bleef maken. Tijdens het wereldkampioenschap voetbal 2014 werd hij na twee wedstrijden uit de selectie gezet en door de nationale bond voor onbepaalde tijd geschorst. Aanleiding daartoe was een vechtpartij met ploeggenoot Sulley Muntari tijdens een training, waarna hij ook bondscoach James Kwesi Appiah uitschold toen die kwam vragen wat er aan de hand was. Nadat Avram Grant in december 2014 aantrad als de nieuwe bondscoach van Ghana, gaf die aan dat wat hem betreft Boateng weer welkom was.

## Trivia
- Boateng heeft meer dan twintig tatoeages. Een ervan visualiseert Afrika en Ghana, een andere Berlijn.[3]
- Boateng noemt zichzelf 'The Ghetto Kid' omdat hij opgroeide in de relatief arme wijk Wedding in Berlijn.
- Zijn halfbroer, Jérôme Boateng, is ook professioneel voetballer. Hij is international voor de Duitse nationale voetbalploeg. Op het wereldkampioenschap 2010 in Zuid-Afrika en 2014 in Brazilië speelden de broers in de poulefase tegen elkaar. Duitsland won de eerste wedstrijd met 0-1, de tweede wedstrijd eindigde in een 2–2 gelijkspel.
- Boateng stapte tijdens een wedstrijd tegen Pro Patria Calcio van het veld naar aanleiding van oerwoudgeluiden uit het publiek. In maart 2013 werd hij ambassadeur tegen racisme namens de Verenigde Naties.

## Privé
Boateng trouwde in 2007 met zijn jeugdliefde. Het huwelijk duurde tot 2011. Samen hebben ze een zoon. In november 2011 kreeg hij een relatie met het Italiaanse model Melissa Satta, met wie hij eveneens een zoon kreeg. Boateng en Satta huwden in 2016.